# Даунівілл-Лосон-Дюмонт (Колорадо)
Даунівілл-Лосон-Дюмонт (англ. Downieville-Lawson-Dumont) — переписна місцевість (CDP) в США, в окрузі Клір-Крік штату Колорадо. Населення — 527 осіб (2020).

## Географія
Даунівілл-Лосон-Дюмонт розташований за координатами 39°46′0″ пн. ш. 105°36′24″ зх. д. / 39.76667° пн. ш. 105.60667° зх. д. (39.766613, -105.606726).  За даними Бюро перепису населення США в 2010 році переписна місцевість мала площу 2,07 км², з яких 2,01 км² — суходіл та 0,05 км² — водойми.

## Демографія
Згідно з переписом 2010 року, у переписній місцевості мешкали 594 особи в 235 домогосподарствах у складі 156 родин. Густота населення становила 287 осіб/км².  Було 265 помешкань (128/км²).
Расовий склад населення:
| - 93,8 % — білих - 1,5 % — корінних американців - 0,8 % — чорних або афроамериканців - 0,2 % — вихідців з тихоокеанських островів - 1,9 % — осіб інших рас |

До двох чи більше рас належало 1,9 %. Частка іспаномовних становила 9,1 % від усіх жителів.
За віковим діапазоном населення розподілялося таким чином: 22,6 % — особи молодші 18 років, 67,6 % — особи у віці 18—64 років, 9,8 % — особи у віці 65 років та старші. Медіана віку мешканця становила 39,8 року. На 100 осіб жіночої статі у переписній місцевості припадало 99,3 чоловіків;  на 100 жінок у віці від 18 років та старших — 101,8 чоловіків також старших 18 років.
Середній дохід на одне домашнє господарство  становив 69 410 доларів США (медіана — 63 672), а середній дохід на одну сім'ю — 75 021 долар (медіана — 64 609). Медіана доходів становила 76 053 долари для чоловіків та 31 083 долари для жінок. 
Цивільне працевлаштоване населення становило 380 осіб. Основні галузі зайнятості: сільське господарство, лісництво, риболовля — 18,4 %, будівництво — 18,2 %, роздрібна торгівля — 17,1 %.